# Adorján Ármin
Adorján Ármin, született Auspitz (Nyírbátor, 1867. február 22. – Nagyvárad, 1938. január 4.) újságíró, szerkesztő, ügyvéd.

## Élete
Auspitz Adolf iskolaigazgató és Ausch Nina fia. 1885-ben érettségizett a nagyváradi premontrei gimnáziumban, majd a nagyváradi jogakadémián és a Budapesti Tudományegyetemen tanult. Ezt követően Nagyváradon telepedett le, ahol nagy közéleti és irodalmi munkásságot fejtett ki. Az 1890-es években ügyvédi irodát nyitott. 1885 és 1895 között a nagyváradi Szabadság, s 1892-től 1914-ig a Nagyvárad című lapok munkatársa volt. A nagyváradi neológ hitközség örökös elnöke, az Erdélyi és Bánáti Országos Izraelita Irodának alapításától kezdve elnöke és egy időben az Országos Zsidó Kultúrbizottságnak is elnöke volt. Megalapította a zsidó fiúárvaházat és az aggok házát. Egyik alapítója volt a nagyváradi Népkönyvtárnak. Több szépirodalmi munkája és főleg szociológiai cikke jelent meg. A nagyváradi Szigligeti Társaság alapító tagja, titkára, alelnöke, majd ügyvezető elnöke volt. 
Felesége Aufricht Irén volt, Aufricht Mór malomtulajdonos lánya, akivel 1895. december 1-jén Nagyváradon kötött házasságot.

## Főbb művei
- Szépségverseny. Elbeszélések
- Tíz év a nagyváradi iparos ifjak önképző és betegsegélyező egyletének történetéből